# América del Norte
América del Norte o Norteamérica (también llamada América Septentrional) es un subcontinente en América. En países anglosajones y germánicos, suele ser considerado un continente propio, dentro del supercontinente más grande de América. Yace en el hemisferio norte y casi por completo en el hemisferio occidental y limita al norte con el océano Ártico, al este con el océano Atlántico, al noreste con Europa septentrional a través de Groenlandia, al sureste con el mar Caribe, al suroeste con el océano Pacífico y al noroeste con Asia del Norte a través del estrecho de Bering. Está conectado con América del Sur por el estrecho puente territorial que representa América Central, el cual, dependiendo de la región del mundo, a veces se suele considerar igualmente norteamericano, y otras veces un subcontinente aparte.
Bajo la consideración de tríada, cubriría un área aproximadamente de 24 323 000 km², lo que representa alrededor de un 4,8 % de la superficie total del planeta y un 16,5 % de las tierras emergidas. En 2014 su población estimada fue de más de 472 millones de habitantes. En 2014 el IDH promedio de todos los países del subcontinente norteamericano fue de 0,895. Se hablan numerosas lenguas originarias y de inmigrantes, pero las oficiales (legalmente o de facto) y ampliamente predominantes son el inglés, español y francés. No obstante, estos valores cambian bajo la concepción de Norteamérica desde Alaska a Panamá, incluyendo el Caribe.

## Toponimia

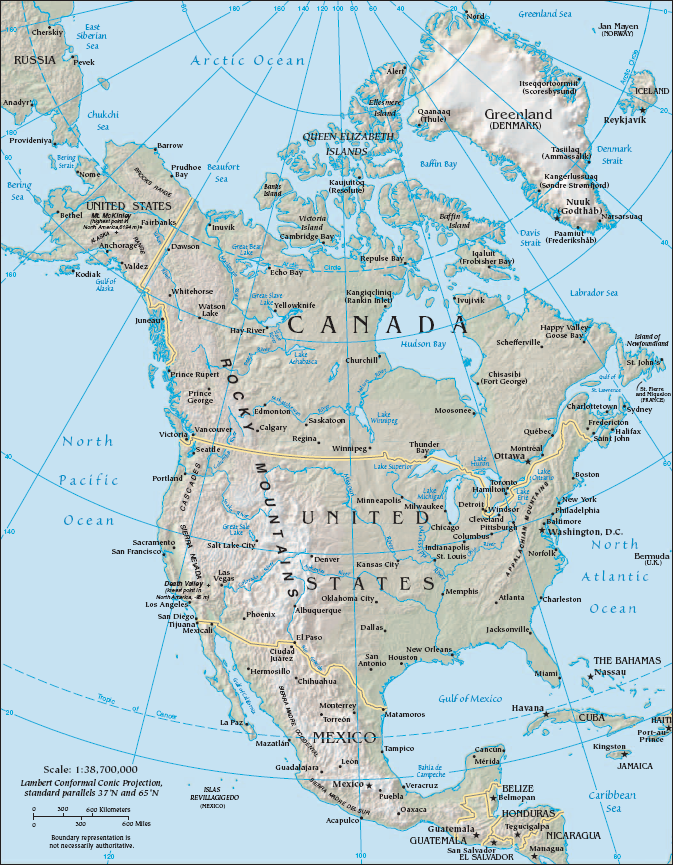
El mapa político de América del Norte en idioma inglés va desde Alaska hasta Panamá, por lo tanto los países centroamericanos y caribeños son igualmente norteamericanos para el mundo anglosajón.

Se acepta ampliamente que el nombre “América” procede del navegante y explorador Américo Vespucio, y que fue el cartógrafo alemán Martin Waldseemüller quien le puso ese nombre a las tierras descubiertas por los españoles en América del sur. Vespucio fue el primer europeo en sugerir que América no era parte de Asia, como creía Cristobal Colón, sino un Nuevo Mundo. En 1538, Gerardus Mercator extendió el topónimo a todo el continente, consolidando su uso en la cartografía europea. 

## Delimitación

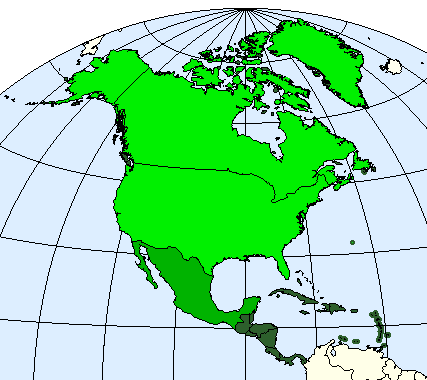
Mapa indicando las diferentes concepciones y regiones sobre Norteamérica.

No hay un solo criterio para definir este término. En los países hispanohablantes, el uso normalmente define a Norteamérica como el subcontinente conformado por Canadá, Estados Unidos (incluyendo Alaska), México (hasta el istmo de Tehuantepec), Groenlandia e islas adyacentes. En cambio en los países anglohablantes y otros, se suele considerar a Norteamérica como un continente que está conformado por lo antes mencionado además de Centroamérica y las Antillas, presentando un límite natural con Sudamérica más o menos a la frontera actual de Panamá/Colombia. Por otro lado, el geoesquema de la ONU usa “Northern America” (América Norteña) para indicar la subregión cultural conformada por Estados Unidos y Canadá.

## Historia

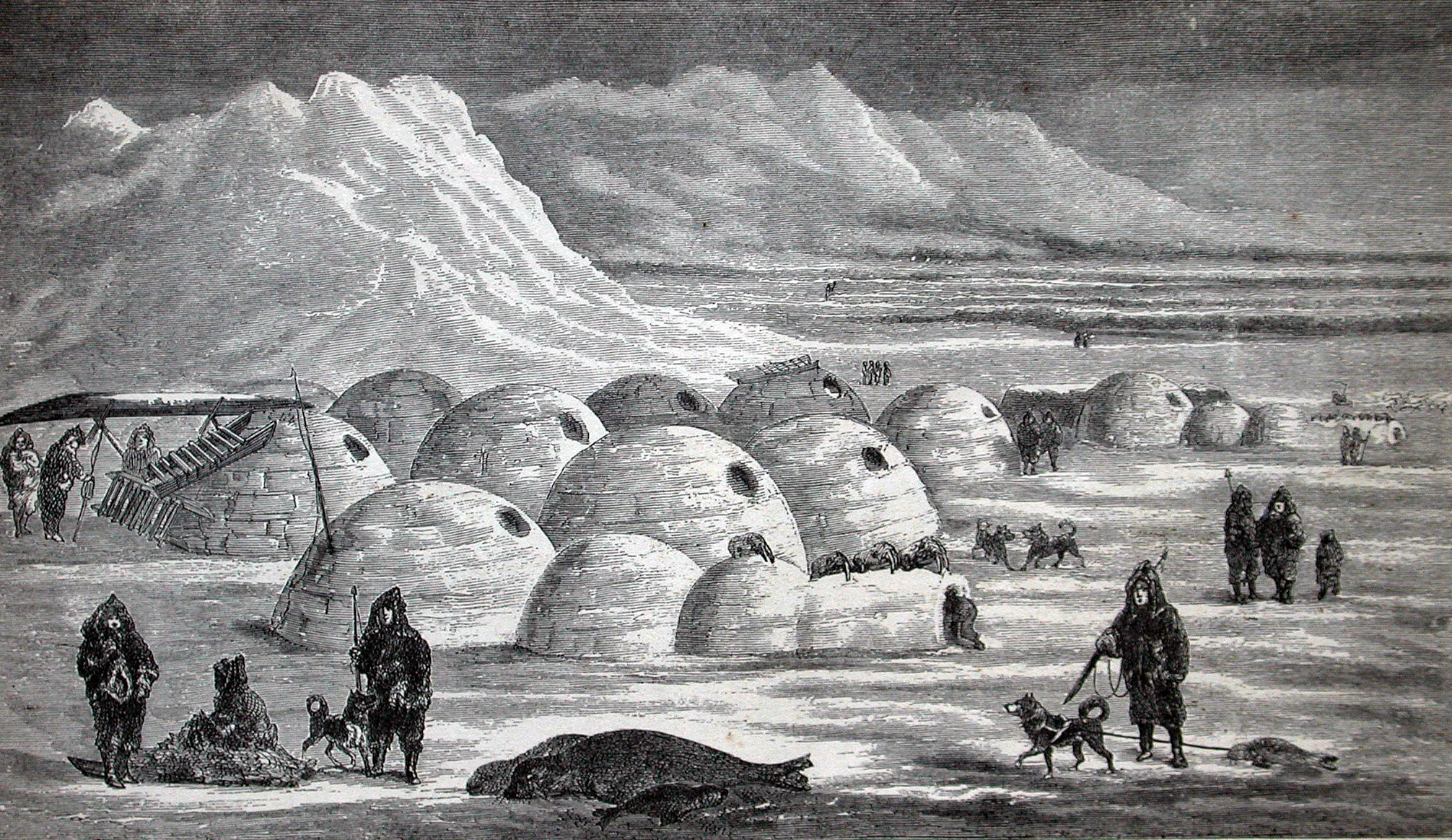
Aldea inuit de iglús en la isla de Baffin, ilustración de Charles Francis Hall, 1865.

A la llegada de los europeos, América del Norte estaba poblada por etnias indígenas provenientes de inmigraciones asiáticas a través del estrecho de Bering.
La colonización europea del Norte (por orden cronológico: española, francesa e inglesa) consistió básicamente en el avance progresivo desde la costa oriental hacia el oeste. En líneas generales, la colonización anglosajona supuso la marginación e incluso el exterminio de las poblaciones indígenas, hasta confinar a los supervivientes en reservas situadas en las zonas más improductivas y estériles del territorio. Sin embargo, las colonizaciones francesa y española supusieron la mezcla de razas y el mestizaje.

### Era precolombina

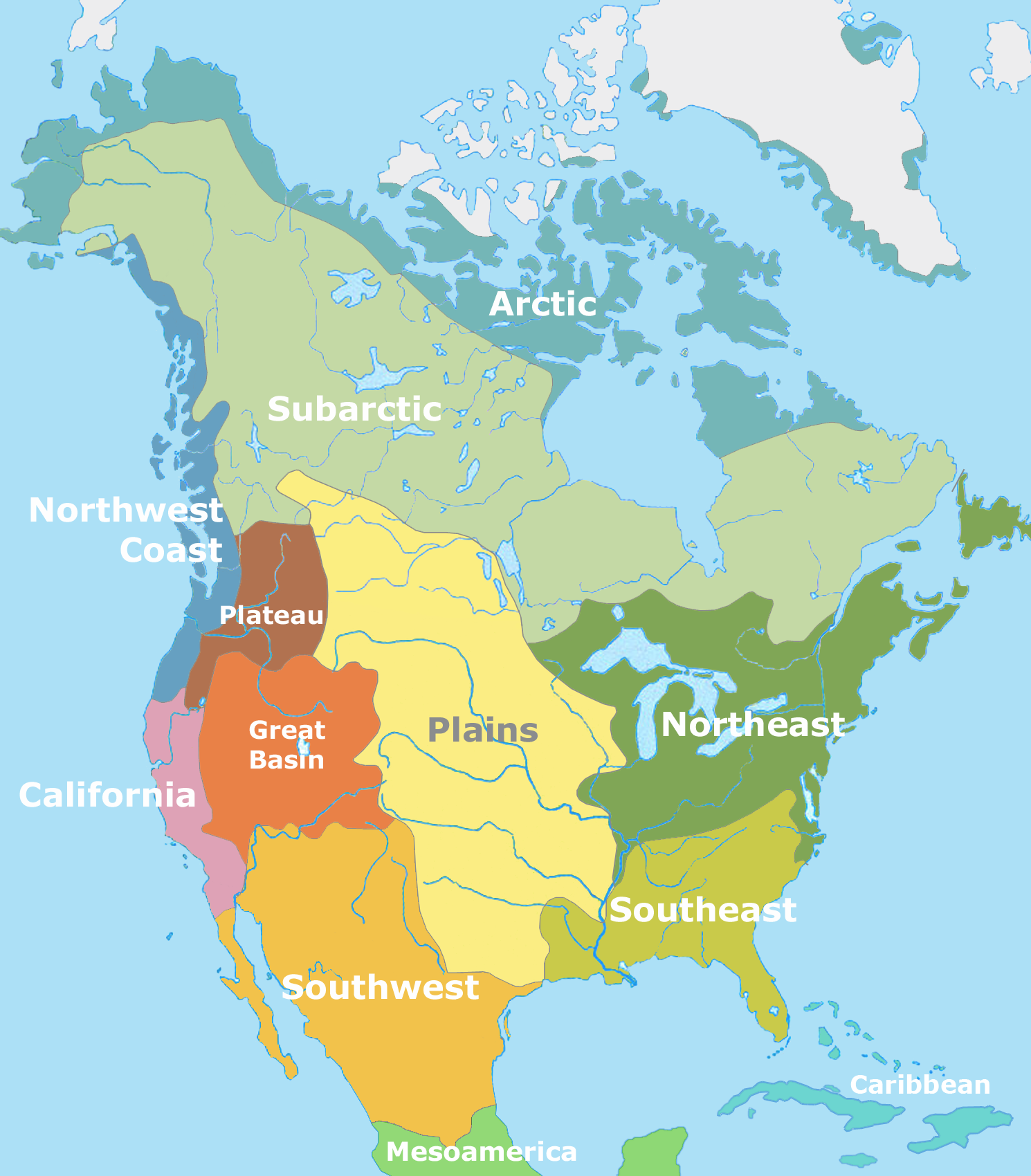
Áreas culturales de Norteamérica en el tiempo del contacto con los europeos, según la división propuesta por Kroeber.

Los antropólogos tienen diversas teorías acerca de las primeras poblaciones que se establecieron en América del Norte. Las evidencias genéticas y arqueológicas indican que los primeros americanos llegaron desde Asia en torno a la última gran glaciación, cuando el hielo cubría el estrecho de Bering creando un puente terrestre llamado Beringia.
Antes del contacto con los europeos, los pueblos indígenas de América del Norte se dividían en múltiples entidades políticas, desde pequeños grupos de unas pocas familias a jefaturas y reinos. Vivían en varias áreas culturales que correspondían a grandes rasgos con las distintas zonas geobiológicas que ocupaban y que dan una buena idea de los distintos usos y costumbres. Por ejemplo, de los cazadores de bisontes de las Grandes Llanuras, o los agricultores de Mesoamérica. A estos grupos indígenas también se les puede clasificar lingüísticamente (por ejemplo, las familias atapasca, álgica y utoazteca son tres de las más extendidas en Norteamérica), aunque es importante tener en cuenta que los pueblos con lenguas relacionadas no siempre compartían la misma cultura material, ni siquiera fueron siempre aliados.
El período arcaico en América vio a un entorno cambiante que ofreció un clima cálido más árido y la desaparición de la megafauna. La mayoría de los grupos de población en ese momento todavía eran cazadores-recolectores muy móviles, pero después comenzaron a surgir los grupos individuales, se centraban sobre los recursos disponibles para ellos a nivel local, por lo que con el paso del tiempo no había un patrón de creciente generalización regional como, el suroeste, el Ártico, la pobreza, Dalton y el Plano tradicional.

Mapa de las primeras migraciones humanas basadas en la teoría Fuera de África.
Homo sapiens
Neandertales
Los primeros homínidos

Estas adaptaciones regionales se convertirían en la norma con menos dependencia de la caza y la recolección, con una economía más variada de caza menor, pescados, estacionalmente vegetales silvestres cosechadas y alimentos vegetales. Muchos grupos continuaron como cazadores de caza mayor, sin embargo sus tradiciones de caza se hicieron más variadas y sus métodos de adquisición de carne más sofisticados. La colocación de artefactos y materiales dentro de una necrópolis arcaica indicaban diferenciación social según el estado de algunos grupos.
Los grupos culturales más meridionales de América del Norte fueron responsables de la domesticación de muchos cultivos que ahora se utilizan en todo el mundo, como los tomates y las calabazas. Tal vez lo más importante es que uno de los cultivos más importantes del mundo es el maíz. Como resultado del desarrollo de la agricultura en el sur, muchos de los avances culturales importantes se hicieron allí. Por ejemplo, la civilización maya elaboró un sistema de escritura, construyó enormes pirámides, tenían un complejo calendario, y desarrollaron el concepto de cero 500 años antes que nadie en el Viejo Mundo. La cultura maya aún estaba presente cuando los europeos llegaron a Centroamérica, pero la dominación política en la zona se había desplazado hacia el Imperio azteca.
Más al norte de Mesoamérica los grupos humanos que desarrollaron sociedades y culturas más complejas son los pueblos de la cultura misisipiana y la confederación iroquesa en época histórica bien documentada. Además existen algunas culturas complejas conocidas solo arqueológicamente como las de los anasazi o los Hohokam.
La llegada de los europeos a América supuso un cambio drástico, frecuentemente traumático o catastrófico para ellos y sus culturas. Desaparecieron pueblos enteros, incluso grupos lingüísticos completos y los que sobrevivieron en general cambiaron muy rápidamente.

### Asentamientos vikingos en América
L'Anse aux Meadows (una corrupción del nombre original francés L'Anse-aux-Méduses, “La ensenada de las medusas”) es un paraje situado en la punta septentrional de la isla de Terranova, en la provincia de Terranova y Labrador (Canadá), donde el investigador noruego Helge Ingstad y su esposa, la arqueóloga Anne Stine, encontraron en 1960 unas elevaciones cubiertas de hierba que resultaron ser los restos de una aldea vikinga.
En 2015 fue hallado un posible segundo asentamiento en otro punto de la isla de Terranova llamado Point Rosee, 500 km más lejos hacia el sudeste de lo que inicialmente se sabía de los vikingos. El hallazgo fue detectado por la arqueóloga estadounidense Sarah Parcak mediante tecnología de imágenes infrarrojas desde el espacio.

### Época colonial

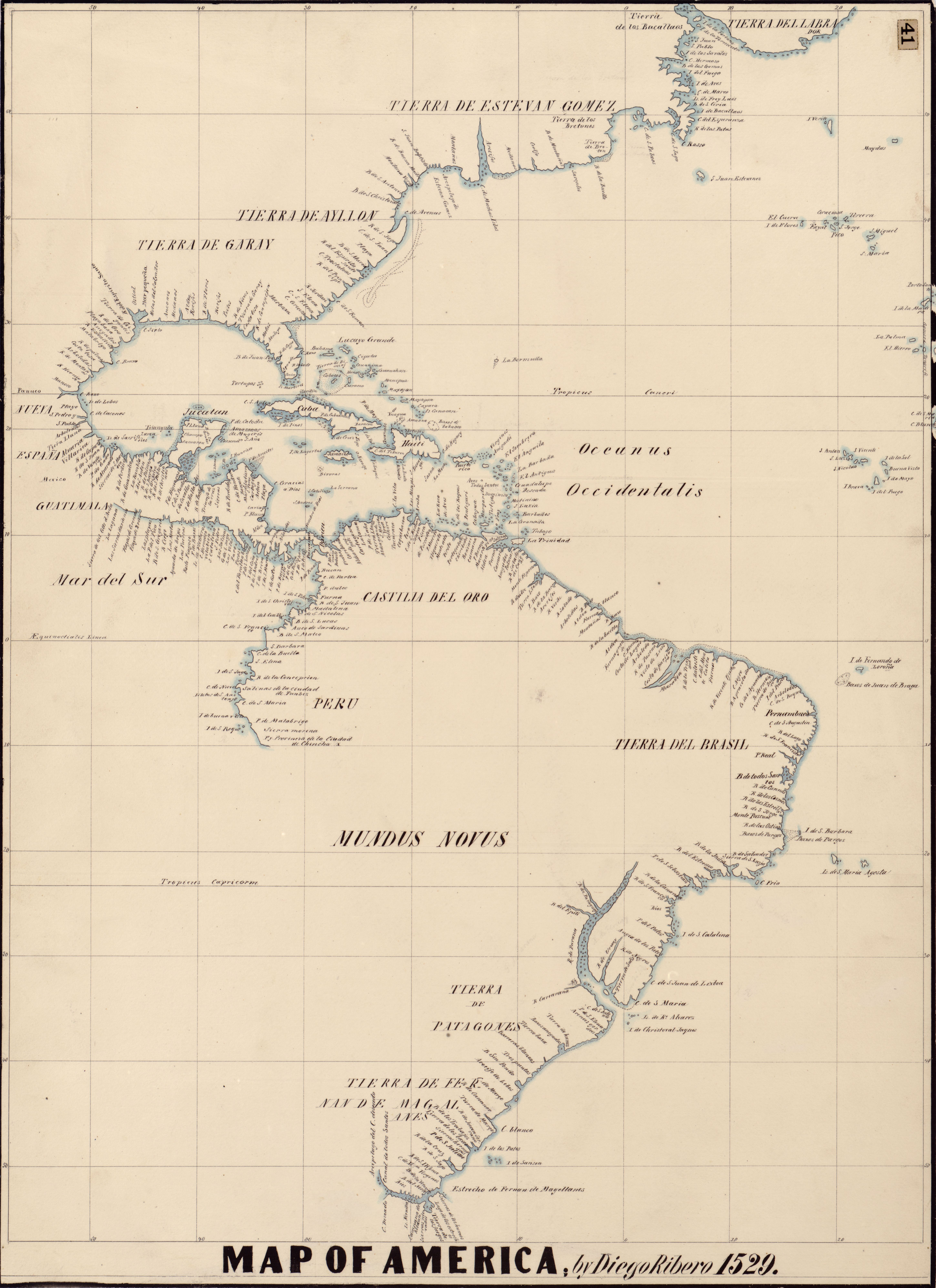
Detalle del mapamundi de Diego Ribero, 1529 que incluye los descubrimientos de la expedición a Nortamérica de Esteban Gómez buscado paso del Noroeste.

En 1663 la Corona francesa había tomado el control de las empresas de comercio de pieles de la Nueva Francia. Esto marcó el comienzo de una nueva era del colonialismo más formal en América del Norte.
La rivalidad entre las potencias europeas creó una serie de guerras en América del Norte que tuvieron un gran impacto en el desarrollo de las colonias. El territorio cambió de manos varias veces. La paz no se logró hasta que las fuerzas francesas en América del Norte fueron vencidas en la batalla de las Llanuras de Abraham (en Quebec) y Francia cedió la mayor parte de sus reivindicaciones fuera del Caribe. El fin de la presencia francesa en América del Norte fue un desastre para los países indígenas del este de América del Norte, que perdieron a su principal aliado en contra de la expansión angloamericana de exterminio. Durante la rebelión de Pontiac (1763-1766), una confederación de Grandes Lagos y el área de las tribus se enfrentaron en una campaña poco exitosa para defender sus derechos sobre las tierras al oeste de los montes Apalaches, lo que llevó a que fueran encerrados en reservas en virtud de la proclamación real de 1763.
Entre 1535 a 1821, los territorios colonizados por el Imperio español en el actual México se llamaban virreinato de Nueva España.

### Independencias

virreinato de Nueva España

La llegada de la Revolución de las Trece Colonias tuvo un gran impacto en todo el continente. Lo más importante fue la creación de los Estados Unidos de América. Sin embargo, la guerra revolucionaria estadounidense fue una guerra importante que tocó todos los rincones de la región. El asentamiento de los lealistas del Imperio Unido llevó a la creación de Canadá como una comunidad separada.
Mientras tanto, el control de España sobre México se estaba debilitando. La independencia fue declarada en 1810 por Miguel Hidalgo, iniciando en ese momento la Guerra de Independencia de México. En 1813, José María Morelos y el Congreso de Anáhuac firmaron el Acta Solemne de la Declaración de la Independencia de América del Norte, el primer documento legal donde se establece la separación de la Nueva España con respecto a España. Finalmente México se independizó en 1821 como Imperio y España lo reconoció como nación independiente en 1823.

### Expansión territorial

Frontera que muestra el territorio guatemalteco perdido y posteriormente anexado a México.

Línea temporal de la división política en América del Norte

Desde el momento de la independencia de los Estados Unidos, ese país se expandió rápidamente hacia el oeste, adquiriendo el vasto territorio de Luisiana en 1803. Entre 1810 y 1811 una confederación indígena luchó sin éxito para mantener a los estadounidenses fuera de los Grandes Lagos. Los seguidores de Tecumseh se fueron al norte en Canadá, donde ayudaron a los británicos para repeler un intento estadounidense de apoderarse de Canadá durante la guerra de 1812. Después de la guerra, el asentamiento británico e irlandés en Canadá aumentó de forma espectacular.
La expansión de Estados Unidos se vio complicada por la división de los estados entre “libre” y “esclavo”, lo que llevó al Compromiso de Misuri de 1820.
Asimismo, Canadá se enfrentó a una división entre comunidades francesas e inglesas que llevaron al estallido de la guerra civil en 1837.
México se enfrentó a constantes tensiones políticas entre liberales y conservadores, tuvo un conflicto territorial con Guatemala en donde México consiguió la adquisición de Chiapas y el soconusco, así como también tuvo conflictos con Estados Unidos por Texas, quien se declaró independiente (por invasores estadounidenses) en 1836 y por los territorios de California.

### Conflictos
La secesión de los Estados Confederados y la guerra civil resultante sacudió a la sociedad estadounidense. Esto condujo a la abolición de la esclavitud en los Estados Unidos, la destrucción de la mayor parte del Sur, y una gran pérdida de vidas. Del conflicto Estados Unidos surgió como una nación industrializada de gran alcance.
En parte como respuesta a la amenaza del poder estadounidense, cuatro de las colonias canadienses acordaron federarse en 1867, creando el Dominio de Canadá. La nueva nación no era plenamente soberana, pero contaba con una considerable independencia de Gran Bretaña. Con la incorporación de la Columbia Británica Canadá se expandió hacia el Pacífico en 1871 y estableció un ferrocarril transcontinental, el Canadian Pacific, en 1885.
En México, conflictos como la Guerra de Reforma debilitaron al estado mexicano, y lo abrieron a la influencia extranjera. Esto llevó al Segundo Imperio francés a invadir a México y el establecimiento de un Segundo Imperio Mexicano.
Además existió el conflicto con Guatemala en el que barcos pesqueros mexicanos fueron atacados por la Fuerza Aérea Guatemalteca (FAG) en aguas territoriales de Guatemala, el saldo fue de tres pescadores mexicanos muertos y catorce heridos. Diez de los sobrevivientes fueron sometidos a interrogación militar por parte de Guatemala. La situación causó una terminación temporal de las relaciones diplomáticas y comerciales entre México y Guatemala, un puente fronterizo fue destruido y ambos países activaron una alerta militar.

## Geografía

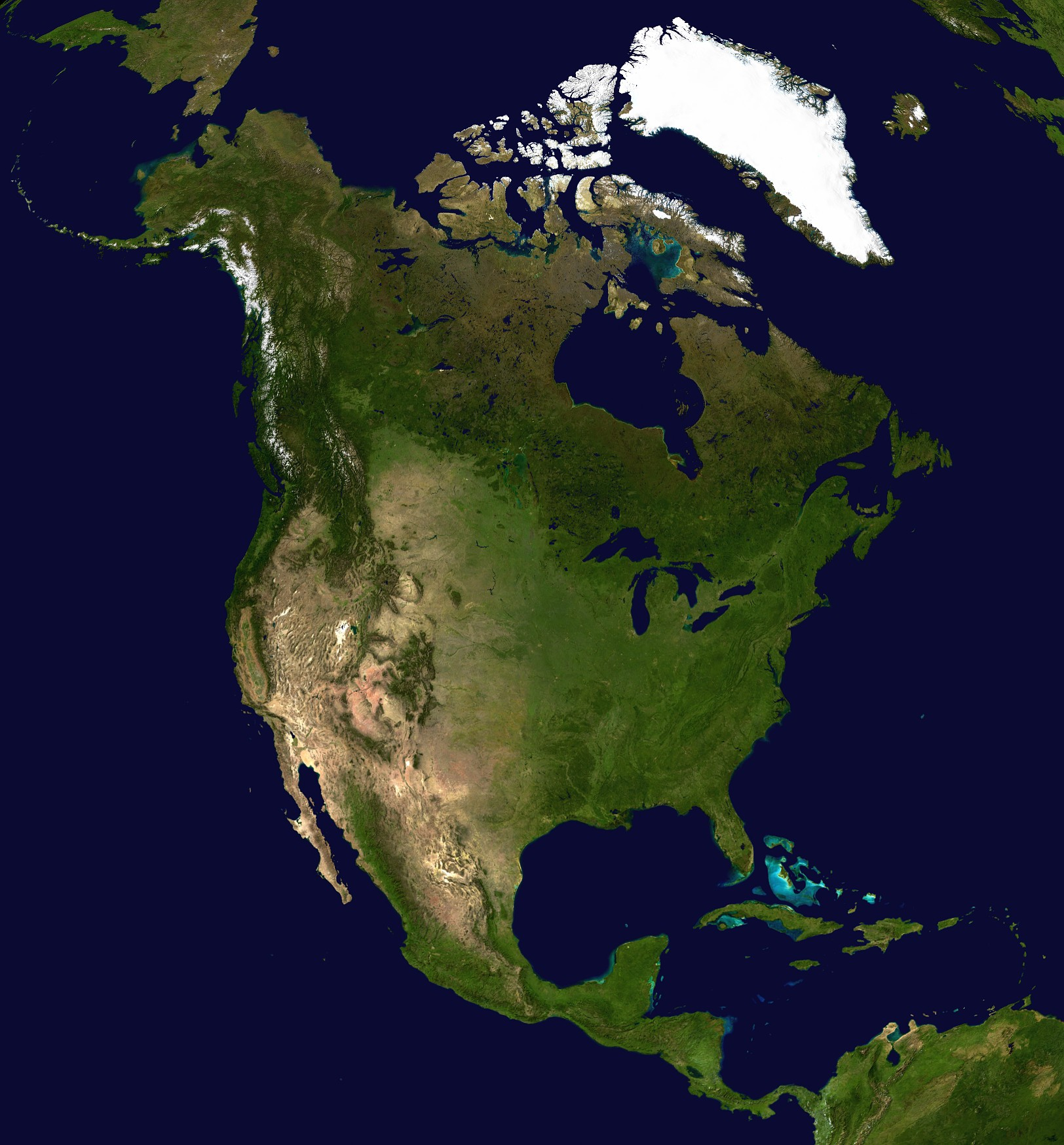
Imagen de satélite de América del Norte.

### Clima y vegetación
La vegetación y el clima de América del Norte posee una variedad climática muy grande. Aunque el grupo climático que prevalece es el de los climas templados. Concretamente, el clima continental es el que mayor superficie abarca. Aunque el abanico es mayor y varía desde el clima tropical del sur de México hasta el clima polar de las regiones más norteñas del continente, cuenta con la mayoría de los climas del mundo. En el norte se encuentran tundras árticas (p. ej. Groenlandia, Yukón), pasando por una gran variedad de bosques (Montañas Rocosas, Apalaches y los bosques de las Sierras Madre), bosques tropicales (Selva Lacandona y los Chimalapas), desiertos (Desierto de Sonora, Zona del Silencio), llanuras (Grandes Llanuras, Comarca Lagunera), manglares (p. ej. Luisiana, Tabasco), etc. Grosso modo, la vegetación asociada a ellos es la típica del imperio Holoártico, en el norte, y del imperio Neotropical, en el sur. La frontera entre ambos imperios se sitúa en torno a los 40°N.

## Demografía

### Idiomas
Actualmente, los idiomas más extendidos en América del Norte son el inglés, el español y el francés. El término Angloamérica se usa a veces para referirse a los países anglófonos de todo el continente americano. El término América Latina se refiere a la zona de América en donde las lenguas romances (derivadas del latín) predominan. Ambos términos pueden ser empleados para el subcontinente norteamericano.
- El idioma inglés, aunque no es oficial, es la lengua mayoritaria de Estados Unidos. En Canadá es más hablado que el francés, aunque ambos idiomas son cooficiales en dicho país. También es el idioma oficial en las islas Bermudas, que son una dependencia británica.
- El idioma español, aunque no es oficial, es la lengua nacional[13] de México según la Ley General de los Derechos Lingüísticos de este país y es el segundo idioma más hablado en los Estados Unidos. México tiene la mayor población de hispanohablantes del mundo y Estados Unidos es el segundo país con mayor número de hispanohablantes.[14][15][16][17][18][19]
- El idioma francés históricamente ha desempeñado un papel importante en América del Norte y se mantiene presente en varias regiones. En Canadá es el idioma oficial y más hablado de la provincia de Quebec, además de ser uno de los dos oficiales en la provincia de Nuevo Brunswick. Frente a la costa de Terranova, las islas de San Pedro y Miquelón son dependencias francesas, y en el estado de Luisiana (al sur de Estados Unidos) quedan pequeñas comunidades bilingües (francés e inglés).
- El idioma groenlandés desde junio de 2009 es la única lengua oficial de Groenlandia, un país autónomo del Reino de Dinamarca, además de ser el idioma más hablado de ese territorio. El idioma danés, sin ser oficial, es usado en asuntos administrativos y por una minoría europea.

Aunque se han perdido un gran número de lenguas indígenas desde la conquista europea, todavía se hablan más de 250 lenguas autóctonas (pertenecientes a más de 40 familias lingüísticas distintas), principalmente en México y los Estados Unidos. En México, se reconocen unas 60 lenguas indígenas que están reconocidas como lenguas nacionales cooficiales. En los Estados Unidos y Canadá, las lenguas indígenas no tienen reconocimiento oficial, y la gran mayoría de ellas son lenguas amenazadas. En México las lenguas indígenas tienen reconocimiento oficial, y la secretaría de educación publica materiales escolares en algunas de estas lenguas.
En cuanto a las lenguas alóctonas de América del Norte, el inglés, el francés y el español, tienen reconocimiento oficial. Además en los Estados Unidos existe un gran número de comunidades inmigrantes que siguen usando sus lenguas originarias.

### Población

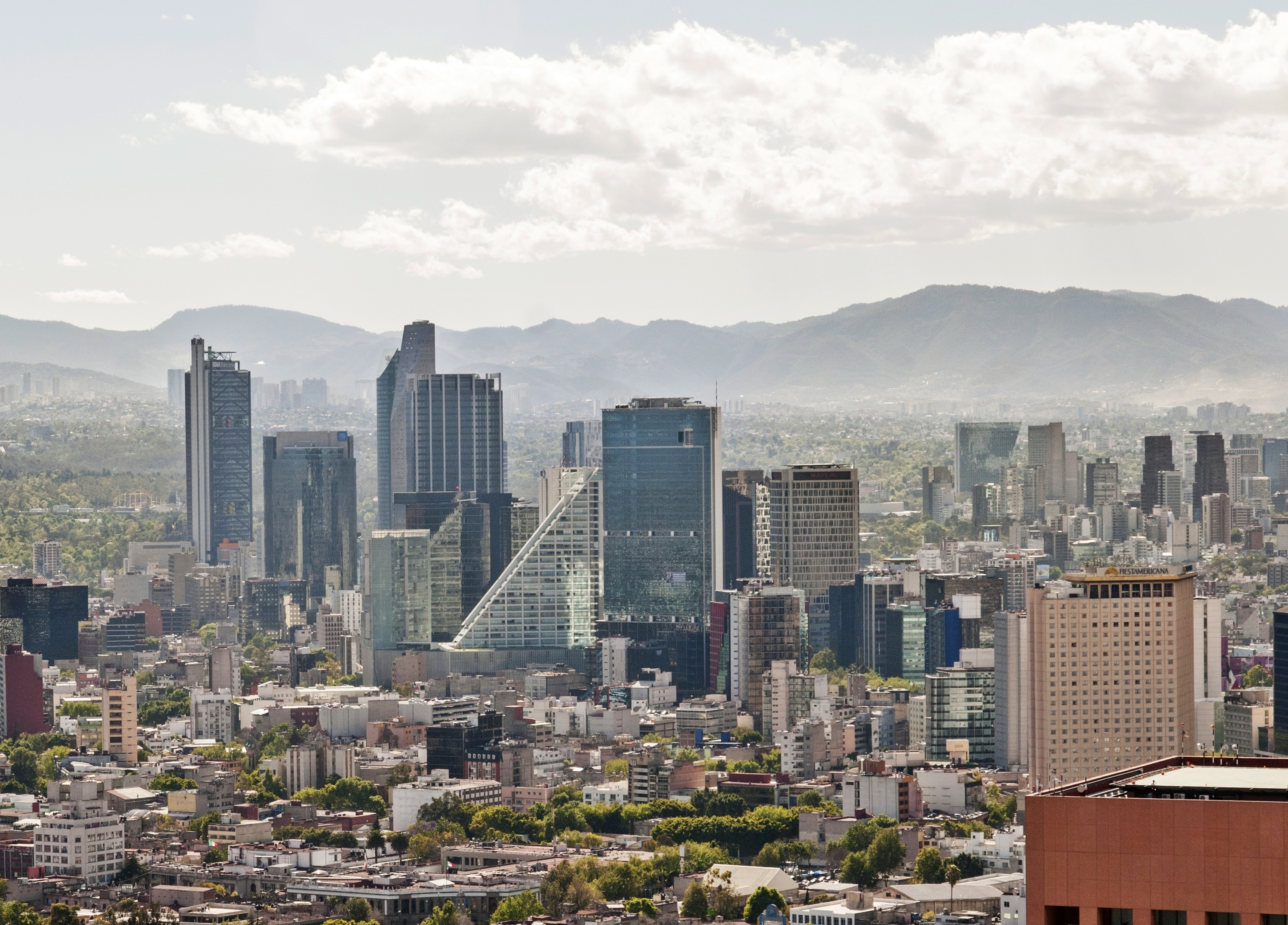
La Ciudad de México es la ciudad más poblada de México y América del Norte y la segunda zona metropolitana en el mundo.

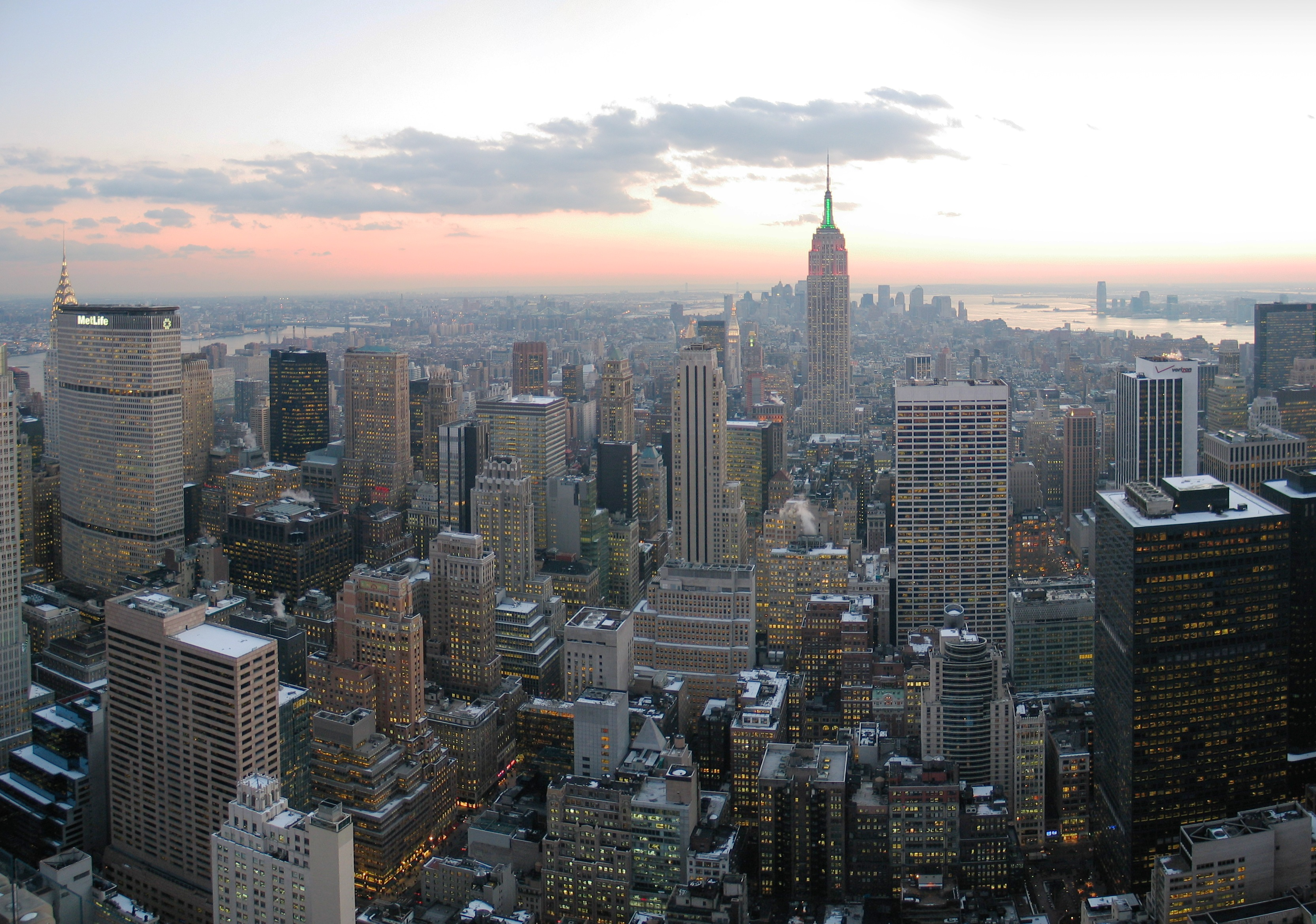
Nueva York es la ciudad más poblada de los Estados Unidos y la segunda en América del Norte.

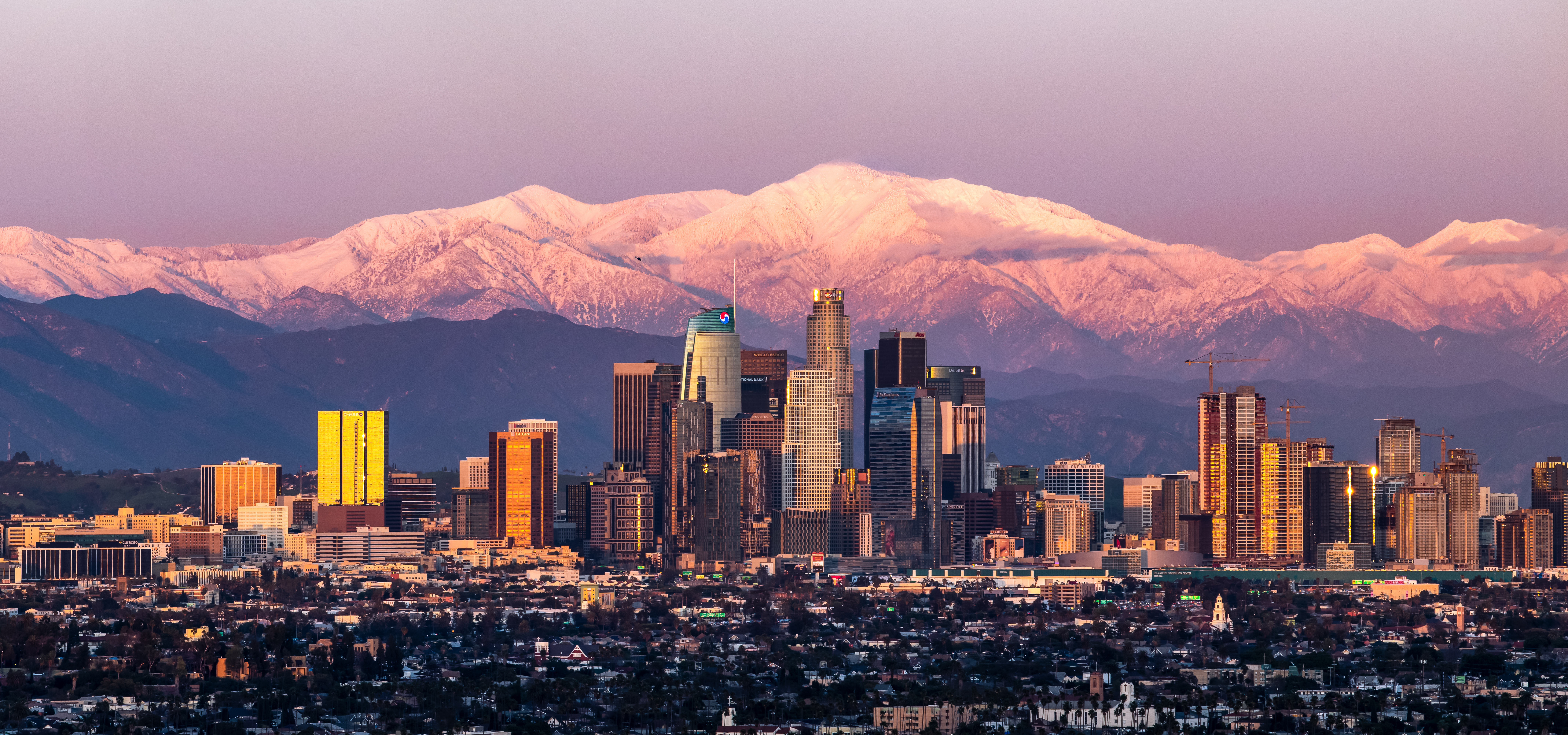
Los Ángeles.

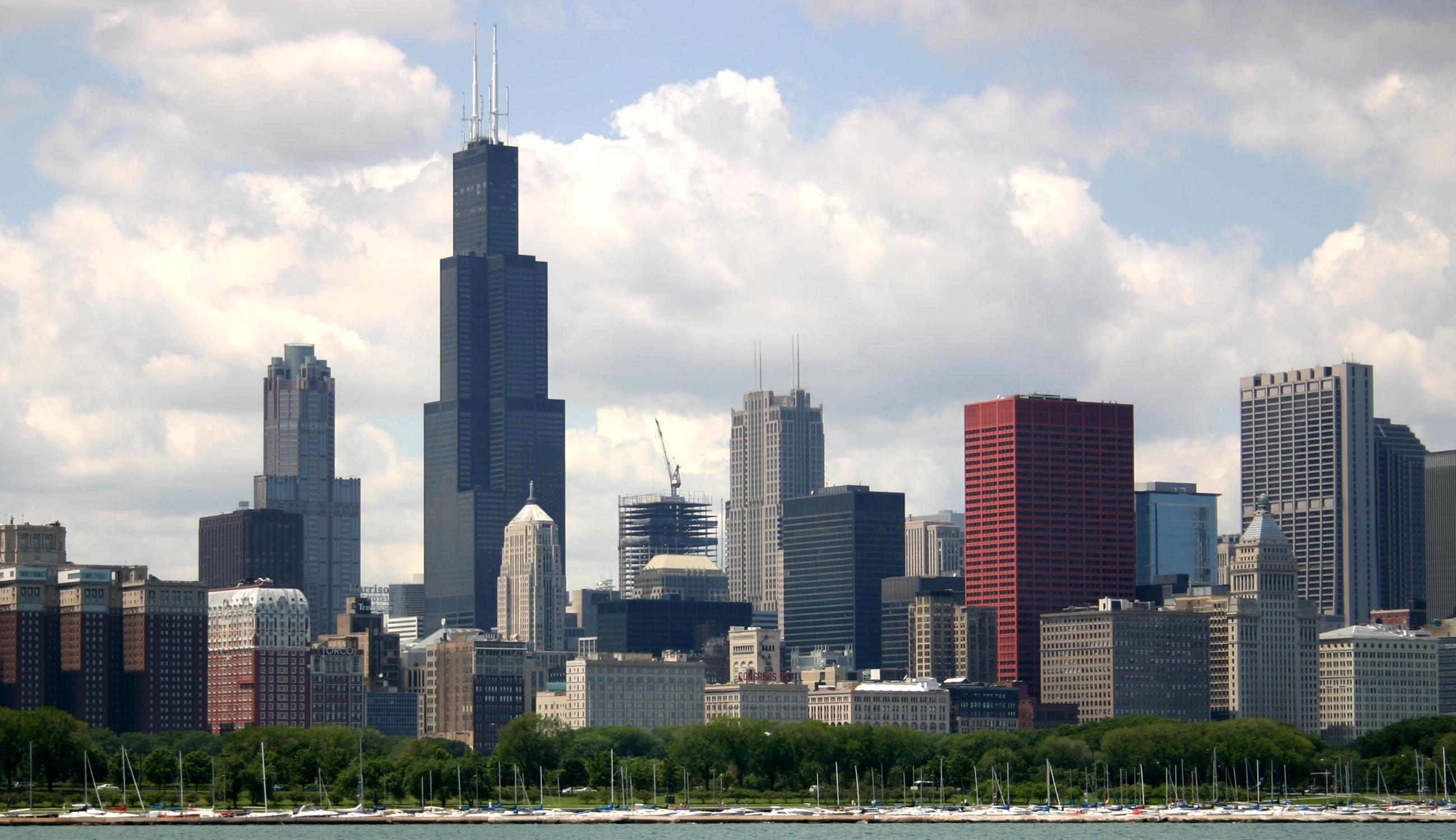
Chicago.

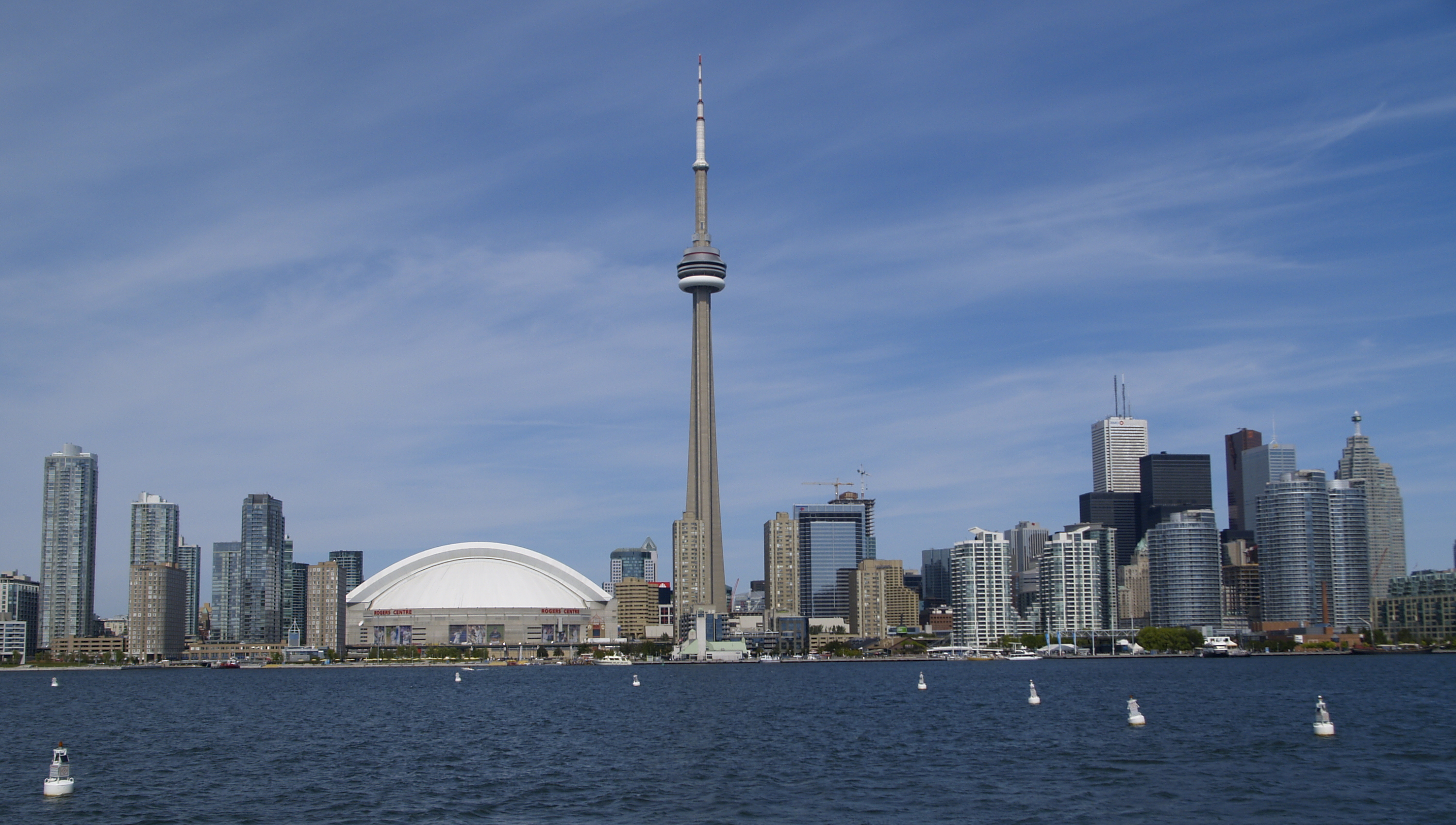
Toronto es la ciudad más poblada de Canadá y la cuarta más poblada de América del Norte.

Demográficamente, el subcontinente es racial y étnicamente diverso. Los tres principales grupos étnicos son los mestizos, los negros y los blancos. Existen importantes minorías de amerindios y de personas provenientes de Asia. El país más poblado de América del Norte es Estados Unidos, con más de 325 millones de personas. El segundo país más poblado es México, con una población de más de 130 millones de personas. Canadá ocupa el tercer puesto, con más de 35 millones de habitantes.[actualizar]
En la lista se muestran las ciudades de América del Norte que superan el millón de habitantes, en 2020 según los censos oficiales de México y los Estados Unidos y 2021 para Canadá.
| N.º | Ciudad           | País           | Población (2020-2021) | Ref.   |
| --- | ---------------- | -------------- | --------------------- | ------ |
| 1   | Ciudad de México | México         | 9 209 944             | [ 21 ] |
| 2   | Nueva York       | Estados Unidos | 8 804 190             | [ 22 ] |
| 3   | Los Ángeles      | Estados Unidos | 3 898 747             | [ 22 ] |
| 4   | Toronto          | Canadá         | 2 794 356             | [ 23 ] |
| 5   | Chicago          | Estados Unidos | 2 746 388             | [ 22 ] |
| 6   | Houston          | Estados Unidos | 2 304 580             | [ 22 ] |
| 7   | Tijuana          | México         | 1 810 645             | [ 21 ] |
| 8   | Montreal         | Canadá         | 1 762 949             | [ 23 ] |
| 9   | Ecatepec         | México         | 1 643 623             | [ 21 ] |
| 10  | Phoenix          | Estados Unidos | 1 608 139             | [ 22 ] |
| 11  | Filadelfia       | Estados Unidos | 1 603 797             | [ 22 ] |
| 12  | León             | México         | 1 579 803             | [ 21 ] |
| 13  | Puebla           | México         | 1 542 232             | [ 21 ] |
| 14  | Juárez           | México         | 1 501 551             | [ 21 ] |
| 15  | San Antonio      | Estados Unidos | 1 434 625             | [ 22 ] |
| 16  | San Diego        | Estados Unidos | 1 386 932             | [ 22 ] |
| 17  | Guadalajara      | México         | 1 385 621             | [ 21 ] |
| 18  | Calgary          | Canadá         | 1 306 784             | [ 23 ] |
| 19  | Dallas           | Estados Unidos | 1 304 379             | [ 22 ] |
| 20  | Zapopan          | México         | 1 257 547             | [ 21 ] |
| 21  | Monterrey        | México         | 1 142 952             | [ 21 ] |
| 22  | Nezahualcóyotl   | México         | 1 072 676             | [ 21 ] |
| 23  | Ottawa           | Canadá         | 1 017 449             | [ 23 ] |
| 24  | San José         | Estados Unidos | 1 013 240             | [ 22 ] |
| 25  | Edmonton         | Canadá         | 1 010 899             | [ 23 ] |

### Religión

#### Cristianismo
Aproximadamente entre el 75 y el 80 % de la población se considera cristiana. Dentro de ella, la mayoría están identificados como cristianos históricos o tradicionales desde la colonia (protestantismo y catolicismo). Dentro de los estudios en las últimas décadas existen otros tipos de cristianos recientes (mormones, testigos de Jehová, Iglesia morava y cristianos marginales).
- México: 92 %
- Estados Unidos: 80 %
- Canadá: 73 %

##### Catolicismo
- México: 82 %
- Canadá: 41 %
- Estados Unidos: 29 %

##### Protestantismo
- Estados Unidos: 47 %
- Canadá: 30 %
- México: 8 %

##### Otros cristianos
- Estados Unidos: 2 %
- México: 2 %
- Canadá: 1 %

#### Otras religiones
Debido a la inmigración asiática y mediterránea en el siglo XX, se incorporaron otras religiones en América del Norte, entre ellas, el judaísmo, el bahaísmo, el islamismo y el budismo como las más grandes, que abarcan entre el 1 y el 3 %. También existen religiones que abarcan la espiritualidad, como la nueva era, el gnosticismo y el ocultismo.
- Estados Unidos: 2 %
- México: 2 %
- Canadá: 2 %

#### Sin afiliación religiosa
Entre ellas están el ateísmo, el agnosticismo, el humanismo secular, el escepticismo religioso y los no religiosos. La irreligiosidad es un movimiento que gana cada vez más popularidad en la sociedad norteamericana. Mientras avanzan la modernización y la infraestructura, la sociedad se hace más transparente en la religión. La práctica religiosa es menor al 30 % en Canadá y los Estados Unidos. En México la cifra parece ser de un 53 %. Según las estadísticas de GALLUP en el año 2010, un 65 % creen que existe un Dios, un 20 % cree en alguna fuerza espiritual y un 15 % no creen que haya un Dios o alguna fuerza espiritual.
- Canadá: 26 %
- Estados Unidos: 18 %
- México: 6 %

## Países y territorios
Sin las regiones centroamericana y antillana, Norteamérica se divide políticamente en tres países soberanos e independientes: Canadá, Estados Unidos y México. Además al subcontinente están ligados 3 dependencias insulares: Groenlandia, Bermudas y San Pedro y Miquelón, así como la Isla Clipperton, no habitada.
| Bandera                   | Nombre/Nombre oficial                    | Establecido | Superficie (km²) | Población   | Capital          | Idioma(s) oficial(es)     | jefe de Estado    | Jefe de Gobierno  |
| ------------------------- | ---------------------------------------- | ----------- | ---------------- | ----------- | ---------------- | ------------------------- | ----------------- | ----------------- |
| Bandera de Canadá         | Canadá                                   | 1931        | 9 984 670        | 35 362 905  | Ottawa           | Inglés/Francés            | Carlos III        | Mark Carney       |
| Bandera de Estados Unidos | Estados Unidos Estados Unidos de América | 1776        | 9 371 174        | 323 995 528 | Washington D. C. | Inglés                    | Donald Trump      | Donald Trump      |
| Bandera de México         | México Estados Unidos Mexicanos          | 1810        | 1 964 375        | 123 166 749 | Ciudad de México | Español/lenguas indígenas | Claudia Sheinbaum | Claudia Sheinbaum |
|                           |                                          | Total       | 21 320 219       | 428 525 182 |                  |                           |                   |                   |

Datos de superficie y población consultados en The World factbook (enlace roto disponible en Internet Archive; véase el historial, la primera versión y la última). para el año 2016
| Bandera                | Nombre/Nombre oficial                                  | Estatus | Superficie (km²) | Población | Capital   | Idioma(s) oficial(es) | jefe de Estado  | Jefe del Gobierno                      |
| ---------------------- | ------------------------------------------------------ | ------- | ---------------- | --------- | --------- | --------------------- | --------------- | -------------------------------------- |
| Bandera de Bermudas    | Bermudas Territorio de ultramar británico              | 2002    | 54               | 70 537    | Hamilton  | en                    | Carlos III      | Ewart Brown Primer ministro            |
|                        | Isla Clipperton Territorio de ultramar francés         | 1931    | 6                | 0         | -         | -                     | Emmanuel Macron | René Bidal Alto Comisario              |
| Bandera de Groenlandia | Groenlandia Región autónoma de Dinamarca               | 2009    | 2 166 086        | 61 100    | Nuuk      | kl                    | Federico X      | Múte Bourup Egede Primer ministro      |
|                        | San Pedro y Miquelón Colectividad de ultramar francesa | 2003    | 242              | 6069      | San Pedro | fr                    | Emmanuel Macron | Stéphane Artano Presidente del Consejo |
|                        |                                                        | Total   | 2 166 388        | 137 706   |           |                       |                 |                                        |

Datos de superficie y población consultados en The World Factbook (enlace roto disponible en Internet Archive; véase el historial, la primera versión y la última). para el año 2016.

## Economía
| Economía          | Economía                |
| Región            | PIB 2019                |
| ----------------- | ----------------------- |
| América del Norte | USD 23 532 001 millones |
| Unión Europea     | USD 19 669 743 millones |
| China             | USD 14 092 514 millones |
| India             | USD 9 446 789 millones  |
| Japón             | USD 5 405 072 millones  |

La economía de América del Norte es de las más grandes del mundo, sus tres países constituyentes (México, Estados Unidos y Canadá), tienen un PIB PPA de 18 000 000 millones de dólares (que supera a la Unión Europea), cuentan con un elevado desarrollo industrial y económico, que los ubican entre las 15 mayores economías del mundo. Estados Unidos es el país más fuerte económicamente del continente y del mundo, cuenta con una economía orientada en la producción industrial, cuyos principales socios son México y Canadá (con quienes conforma el T-MEC), así como China, Japón y Alemania.
La segunda mayor economía en el subcontinente es la de México, es un país recientemente industrializado con acelerado desarrollo industrial. La economía mexicana se encuentra actualmente diversificada, aunque México continúa siendo uno de los mayores productores de petróleo en el mundo. Sus principales socios comerciales son los Estados Unidos y Canadá; sin embargo, la integración entre México y Canadá ha sido mucho más lenta de lo esperado.
Canadá fue, hasta hace unos años, la segunda economía de Norteamérica (el índice en términos de PIB nominal de Canadá respecto a México continúa siendo superior), cuenta con un sistema financiero orientado al mercado, patrones de producción y elevados estándares de vida, cuenta con grandes depósitos de gas natural sobre la costa este y en tres provincias del oeste, junto con una gran variedad de recursos naturales. Su principal socio comercial es Estados Unidos, a donde destina más del 85 % de sus exportaciones.
Entre las instituciones internacionales establecidas entre los países de Norteamérica, destaca el Banco Norteamericano de Desarrollo, gobernado bilateralmente por México y los Estados Unidos, cuyo propósito es financiar proyectos certificados por la Comisión de Cooperación para el Entorno Fronterizo.
Los territorios de América del Norte, Groenlandia, Bermudas, San Pedro y Miquelón, cuentan con Índices de Desarrollo Humano elevados, así como economías sustentables. La economía de los tres territorios depende de la pesca y exportación del pescado, así como de la producción de sellos postales. En Groenlandia el marisco de mayor exportación es el camarón; mientras que en San Pedro y Miquelón la mayor exportación es el bacalao, registrando altibajos económicos en los últimos años.
Las monedas más fuertes utilizadas en Norteamérica son el dólar estadounidense (moneda oficial de los Estados Unidos y ampliamente utilizada en el intercambio comercial internacional), el dólar canadiense y el peso mexicano (moneda emergente más utilizada en el mundo). En menor medida, el dólar bermudeño, el euro (oficial en San Pedro y Miquelón) y la corona danesa (en Groenlandia), dado que cada país y territorio, con excepción de San Pedro y Miquelón y Groenlandia, cuenta con su propia moneda nacional.
El IVA

Los europeos cuando visitan Estados Unidos deben tener en cuenta que en el supermercado el precio marcado en los productos no es el precio final – el IVA se aplica en la caja. Cada uno de los estados federales en los Estados Unidos puede decidir por sí mismo, cuánto se añade a los productos. Actualmente el IVA en ese país varía entre un 4 y un 8 %. En México la tasa vigente de IVA es del 16 % (8 % en la franja fronteriza norte) en todos los bienes y servicios, salvo contadas excepciones como los medicamentos y los alimentos no procesados.
| Pos. | País           | Millones de $US |
| ---- | -------------- | --------------- |
| 1    | Estados Unidos | 25 346 805      |
| 2    | México         | 2 890 685       |
| 3    | Canadá         | 2 236 928       |

| Pos. | País           | Millones de $US |
| ---- | -------------- | --------------- |
| 1    | Estados Unidos | 24 796 076      |
| 2    | Canadá         | 2 189 786       |
| 3    | México         | 1 371 635       |

| Pos. | País           | Millones de $US |
| ---- | -------------- | --------------- |
| 1    | Estados Unidos | 63 593          |
| 2    | Canadá         | 46 611          |
| 3    | México         | 18 444          |

### Tratados comerciales entre ambos países

Logotipo del TLCAN.

#### TLCAN como antecedente
Es un importante bloque comercial entre México, Estados Unidos y Canadá (conocido también como NAFTA, por sus siglas en inglés North American Free Trade Agreement: ‘acuerdo de libre comercio norteamericano’). Es uno de los bloques comerciales más importantes del mundo y se encuentra apoyado por dos suplementos trilaterales: el Acuerdo de Cooperación Ambiental de América del Norte, cuyo objetivo es la conservación y protección del medio ambiente en Norteamérica, y el Acuerdo Norteamericano de Cooperación Laboral, que engloba los aspectos comerciales del convenio.
A consecuencia de este tratado y su ampliación, desde el año 2005, se realiza anualmente la denominada Cumbre de Líderes de América del Norte, la última sede fue la ciudad de Guadalajara en el año 2009, siendo esta la reunión más importante en la región, donde se tratan temas de suma relevancia para la zona y se promueve la integración regional.

#### T-MEC
El 30 de septiembre de 2018, se anunció que Estados Unidos, México y Canadá habían llegado a un acuerdo para reemplazar el TLCAN con el Tratado entre México, Estados Unidos y Canadá (T-MEC o USMCA por sus siglas en inglés). El nuevo tratado de libre comercio entró en vigor definitivamente el 1 de julio de 2020 después de que el Parlamento canadiense aprobara el acuerdo y los tres presidentes —Trump, López Obrador y Trudeau— sellaran definitivamente con sus firmas el nuevo tratado.

## Uso del término
- Tanto América del Norte como Norteamérica son designaciones correctas del subcontinente americano que engloba el conjunto de países situados al norte de México y al propio México. El uso de Norteamérica como sinónimo de Estados Unidos de América está bastante generalizado. Aunque no sea censurable, dada su frecuencia, es preferible mantener la distinción de ambas denominaciones, Estados Unidos de América para el país y Norteamérica o América del Norte para todo el subcontinente, especialmente en contextos en que su referencia pueda ser ambigua.[8]
- Usualmente los términos América del Norte y Norteamérica son sinónimos, pero en algunas ocasiones se hace una distinción entre ambos términos, haciendo referencia el primero (América del Norte) a un concepto puramente geográfico que incluye a Belice, Costa Rica, El Salvador, Guatemala, Honduras, México, Nicaragua, Panamá y las Antillas, y haciendo referencia el segundo (Norteamérica) a un concepto político (que no incluye a México, Centroamérica y el Caribe) o a un concepto cultural e histórico (que no incluye a Centroamérica y al Caribe).